# Tour de Pologne 1991
48. edycja wyścigu kolarskiego Tour de Pologne odbyła się w dniach 30 sierpnia – 7 września 1991. Rywalizację rozpoczęło 103 kolarzy, a ukończyło 91. Łączna długość wyścigu – 1067 km.
Pierwsze miejsce w klasyfikacji generalnej zajął Dariusz Baranowski (OZKol Wałbrzych), drugie Mariusz Bilewski (Wasowski Korona), a trzecie Marek Kamiński (Agromel Toruń). 
Sędzią głównym wyścigu z ramienia UCI był Björn Mattson (Szwecja).

## Etapy
| Etap      | Data        | Start - meta                               | Długość (km)                                                                | Typ    | Zwycięzca etapu                              | Lider               |
| prolog    | 30 sierpnia | Gdańsk                                     | 17,6 (o białą koszulkę) 22,0 (o fioletową koszulkę) 17,6 (o żółtą koszulkę) | płaski | Witalij Koziński Olaf Merkel Zbigniew Spruch | - - Zbigniew Spruch |
| I etap    | 31 sierpnia | Gdańsk - Bytów                             | 175                                                                         | płaski | Zbigniew Piątek                              | Zbigniew Piątek     |
| II etap   | 1 września  | Bytów - Piła                               | 176                                                                         | płaski | Zbigniew Spruch                              | Zbigniew Piątek     |
| III etap  | 2 września  | Piła – Stargard Szczeciński                | 161                                                                         | płaski | Zbigniew Spruch                              | Zbigniew Spruch     |
| IV etap   | 3 września  | Stargard Szczeciński - Gorzów Wielkopolski | 140                                                                         | płaski | Zbigniew Spruch                              | Zbigniew Spruch     |
| V etap    | 4 września  | Gorzów Wielkopolski - Zielona Góra         | 196                                                                         | płaski | Władimir Perelaznyj                          | Zbigniew Spruch     |
| VI etap   | 5 września  | Zielona Góra - Legnica                     | 168                                                                         | płaski | Olaf Merkel                                  | Mariusz Bilewski    |
| VII etap  | 6 września  | Legnica - Kalisz                           | 185                                                                         | płaski | Mariusz Ryś                                  | Mariusz Bilewski    |
| VIII etap | 7 września  | Kalisz                                     | 21 (jazda ind. na czas)                                                     | płaski | Dariusz Baranowski                           | Dariusz Baranowski  |

## Końcowa klasyfikacja generalna

### Klasyfikacja indywidualna
| Poz. | Zawodnik            | Kraj   | Zespół           | Czas (średnia km/h)       |
| ---- | ------------------- | ------ | ---------------- | ------------------------- |
| 1.   | Dariusz Baranowski  | Polska | OZKol Wałbrzych  | 28h 31' 33" (42,910 km/h) |
| 2.   | Mariusz Bilewski    | Polska | Wasowski Korona  | +00' 52"                  |
| 3.   | Marek Kamiński      | Polska | Agromel Toruń    | +00' 58"                  |
| 4.   | Jerzy Sikora        | Polska | OZKol Wrocław    | +01' 21"                  |
| 5.   | Władimir Perelaznyj | ZSRR   | ZSRR             | +01' 39"                  |
| 6.   | Mariusz Walentyn    | Polska | Międzywojewódzka | +01' 48"                  |
| 7.   | Zbigniew Spruch     | Polska | Międzyokręgowa   | +01' 59"                  |
| 8.   | Adam Wolański       | Polska | Wasowski Korona  | +02' 05"                  |
| 9.   | Piotr Kosmala       | Polska | Międzywojewódzka | +02' 06"                  |
| 10.  | Mariusz Ryś         | Polska | OZKol Gorzów     | +02' 18"                  |

### Klasyfikacja drużynowa
| 1. | Wasowski (Korona Kielce) | 85h 38' 26" |
| 2. | ZSRR                     | +06' 03"    |
| 3. | Górnik Polkowice         | +06' 53"    |
| 4. | Międzywojewódzka         | +07' 27"    |
| 5. | OZKol Wałbrzych          | +07' 49"    |

### Klasyfikacja najaktywniejszych
| 1. | Martin Götze         | Niemcy | 26 pkt |
| 2. | Zbigniew Spruch      | Polska | 22 pkt |
| 3. | Krzysztof Brzeźny    | Polska | 13 pkt |
| 4. | Tomasz Brożyna       | Polska | 10 pkt |
| 5. | Genadij Parchomienko | ZSRR   | 8 pkt  |

### Klasyfikacja punktowa
(od 2005 roku koszulka granatowa)
| 1. | Władimir Perelaznyj  | ZSRR   | 82 pkt  |
| 2. | Zbigniew Spruch      | Polska | 88 pkt  |
| 3. | Mariusz Walentyn     | Polska | 103 pkt |
| 4. | Mariusz Ryś          | Polska | 119 pkt |
| 5. | Grzegorz Gronkiewicz | Polska | 145 pkt |